# Neponset Reservoir
Das Neponset Reservoir ist ein Stausee bei der Stadt Foxborough in Norfolk County im Bundesstaat Massachusetts der Vereinigten Staaten (Gewässerkennziffer US: 612493).
Er bildet die Quelle des Neponset River und ist beliebt bei Anglern. Ursprünglich angelegt wurde er jedoch für die industrielle Nutzung.

## Geschichte
Am 18. Februar 1845 wurde die Neponset Reservoir Company gegründet, um durch die Errichtung eines Staudamms über den Neponset River einen Wasserspeicher zu bauen und zu verwalten. Die Gründer des Unternehmens waren fünf Unternehmen, deren Mühlen Wasser zum Betrieb benötigten. Durch eine Stauung des Flusses konnten die Pegelstände kontrolliert und die Betriebe gleichmäßig versorgt werden. Um den Damm zu errichten, wurde in fünf Sümpfen Virginischer Wacholder gefällt, das Gebiet um den Damm herum ausgeschachtet und das entstandene Becken geflutet. Der heutige Damm ist noch weitgehend im Original erhalten.
Im Jahr 2003 wurde das Gewässer im Rahmen einer Untersuchung als signifikant gefährlich eingestuft. Als Reaktion entfernte die Neponset Reservoir Company 11 in (279 mm) vom Abfluss, um den Druck auf den Damm zu verringern. Die Rekonstruktion des Damms wurde im Sommer 2010 abgeschlossen und der Wasserstand auf sein historisches Niveau zurückgesetzt.

## Nutzung
In den 1920er Jahren begann die Nutzung des Reservoirs als Erholungsgebiet. In den folgenden 50 Jahren wurden zwei Yachthäfen, ein Wasserski-Club sowie ein Pfadfinderlager errichtet. Aktuell sind im westlichen Teil des Reservoirs über 90 Acres (364.217 m²) Landfläche dem Naturschutz unterstellt und bieten eine Vielzahl von Rad- und Wanderwegen, die von den Straßen Messinger, Munroe, Chestnut und Payson zugänglich sind. Am Ende der Kersey Road befindet sich ein kleiner Park namens Kersey Point.

## Fauna
Im Neponset Reservoir gibt es eine Vielzahl unterschiedlicher Warmwasserfische, die regelmäßig von Anglern befischt werden. Zuletzt wurden die vorhandenen Fischarten im Jahr 1998 erfasst, wobei die Arten Amerikanischer Aal, Schwarzflecken-Sonnenbarsch, Blauer Sonnenbarsch, Katzenwels, Kettenhecht, Golden Shiner (Notemigonus crysoleucas), Forellenbarsch, Gemeiner Sonnenbarsch, Rotbrust-Sonnenbarsch, Wolfsbarsch und Amerikanischer Flussbarsch identifiziert wurden. Ansonsten leben auf und um den See verschiedenste Wildtiere wie Schwäne, Enten, Säger, Gänse, Reiher, Kraniche, Schildkröten, Biber und Bisamratten. Es gibt außerdem Meldungen über gesichtete Adler und Seetaucher.

## Wasserqualität
Das Neponset Reservoir wurde von den 1960er bis 1980er Jahren über 20 Jahre lang mit Industrieabfällen kontaminiert, die Schwermetalle und Phosphate enthielten. Dies geschah völlig legal und war durch die U.S. Environmental Protection Agency (EPA) sowie durch das Massachusetts Department of Environmental Protection genehmigt.